# Фюзулі (аеропорт)
Фюзулинський міжнародний аеропорт (азерб. Füzuli beynəlxalq hava limanı) — міжнародний аеропорт у Фюзулинському районі Азербайджану, один із семи міжнародних аеропортів країни.

## Історія
17 жовтня 2020 року ЗС Азербайджану повернули контроль над містом Фюзулі, яке 1993 року окупували вірменські війська.
26 листопада 2020 року Міністерство транспорту, зв'язку та високих технологій Азербайджану повідомило про те, що Міжнародна організація цивільної авіації задовольнила звернення державного агентства цивільної авіації про включення 6 аеропортів, у тому числі й аеродрому у Фюзулі, до каталогу міжнародних індексів розташування.
У січні 2021 року Президент Азербайджану доручив збудувати у Фюзулі міжнародний аеропорт. 14 січня відбулася церемонія закладання фундаменту майбутнього аеропорту. На кінець липня 2021 року, за словами представника Азербайджанських авіаліній, завершувалося будівництво злітно-посадкової смуги та перону, які планується здати в експлуатацію восени, після лабораторної перевірки та випробувальних польотів. Аеропорт почне приймати пасажирів після осені, коли буде закінчено будівництво терміналу.
5 вересня 2021 року в аеропорту Фюзулі приземлився перший літак — один із найбільших вантажних літаків Boeing 747-400, що належить азербайджанській авіакомпанії Silk Way Airlines. Цим літаком у Карабах уперше повітрям доставлено вантажі. Пізніше в аеропорт виконано перший пасажирський рейс: Airbus A340, що належить Azerbaijan Airlines, привіз у Карабах журналістів, а також представників різних структур. Для виконання рейсу Airbus A340 був обраний не випадково, саме він зветься «Карабах» (усі літаки Azerbaijan Airlines мають назви міст і регіонів Азербайджану). Час польоту пасажирського літака маршрутом Баку — Фюзулі становить 35 хвилин.
Аеропорт став першим летовищем, побудованим Азербайджаном на звільненій території Нагірного Карабаху. Міжнародною організацією цивільної авіації йому присвоєно код UBBF. Також аеропорту надано трилітерний код від Міжнародної асоціації повітряного транспорту (IATA) — FZL.
26 жовтня 2021 року відбулося відкриття міжнародного аеропорту. У церемонії відкриття взяли участь Президент Азербайджану Ільхам Алієв та Президент Туреччини Реджеп Тайіп Ердоган.